# Callipogon relictus
Callipogon relictus là một loài bọ cánh cứng trong họ Cerambycidae.

## Hình ảnh

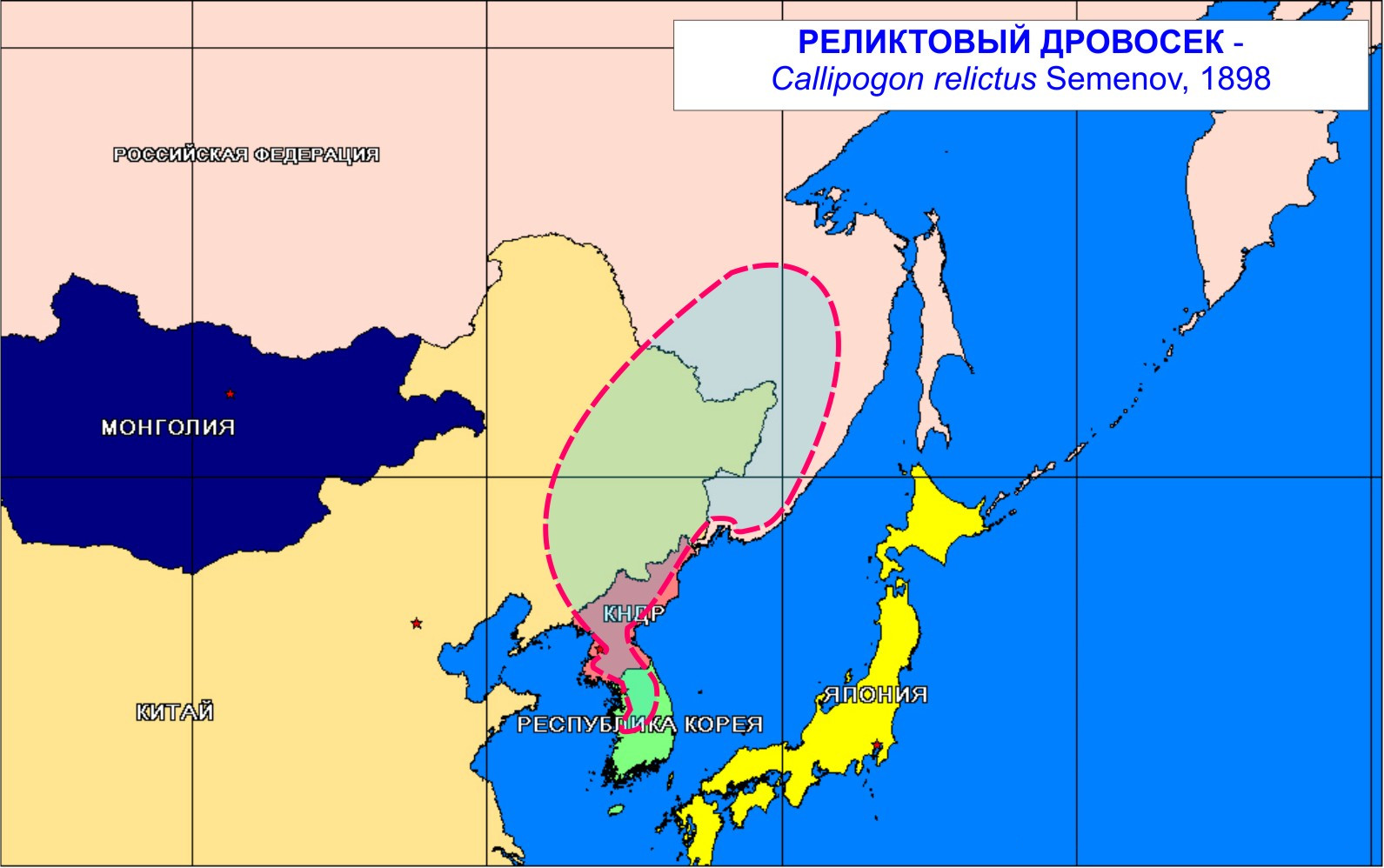
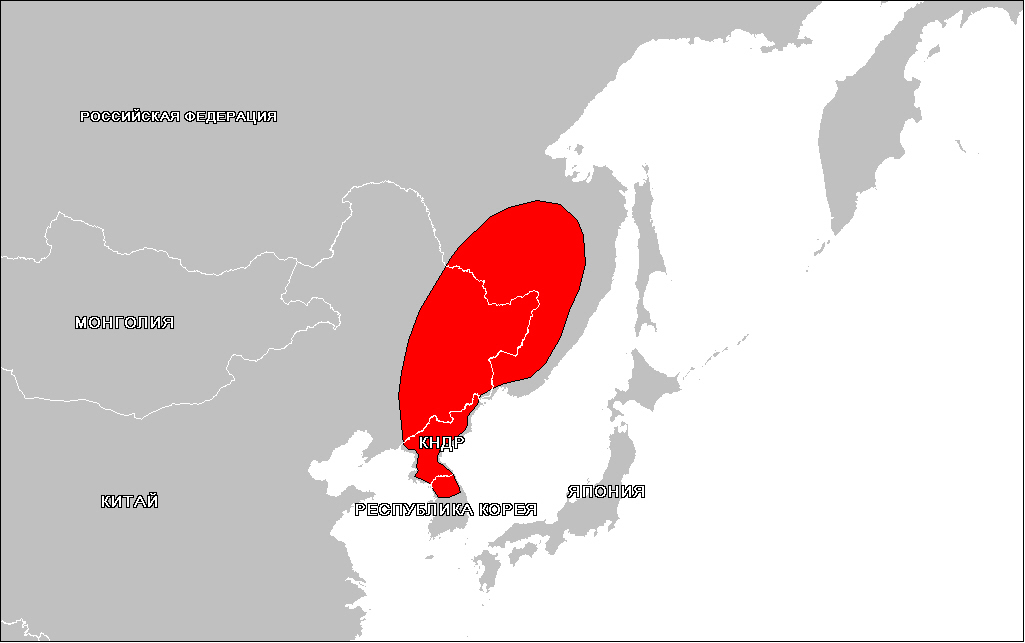
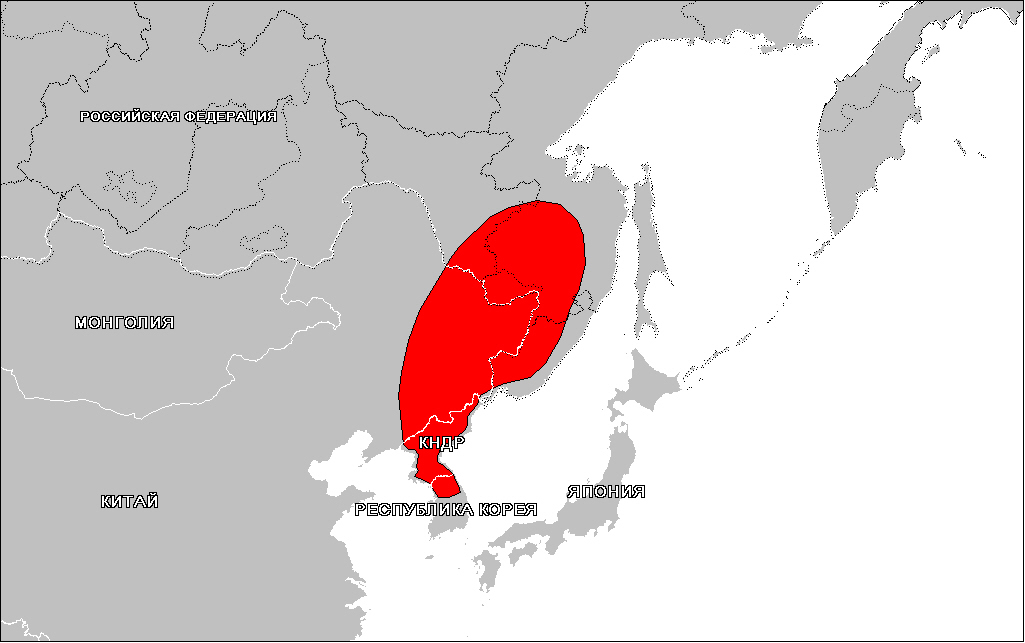
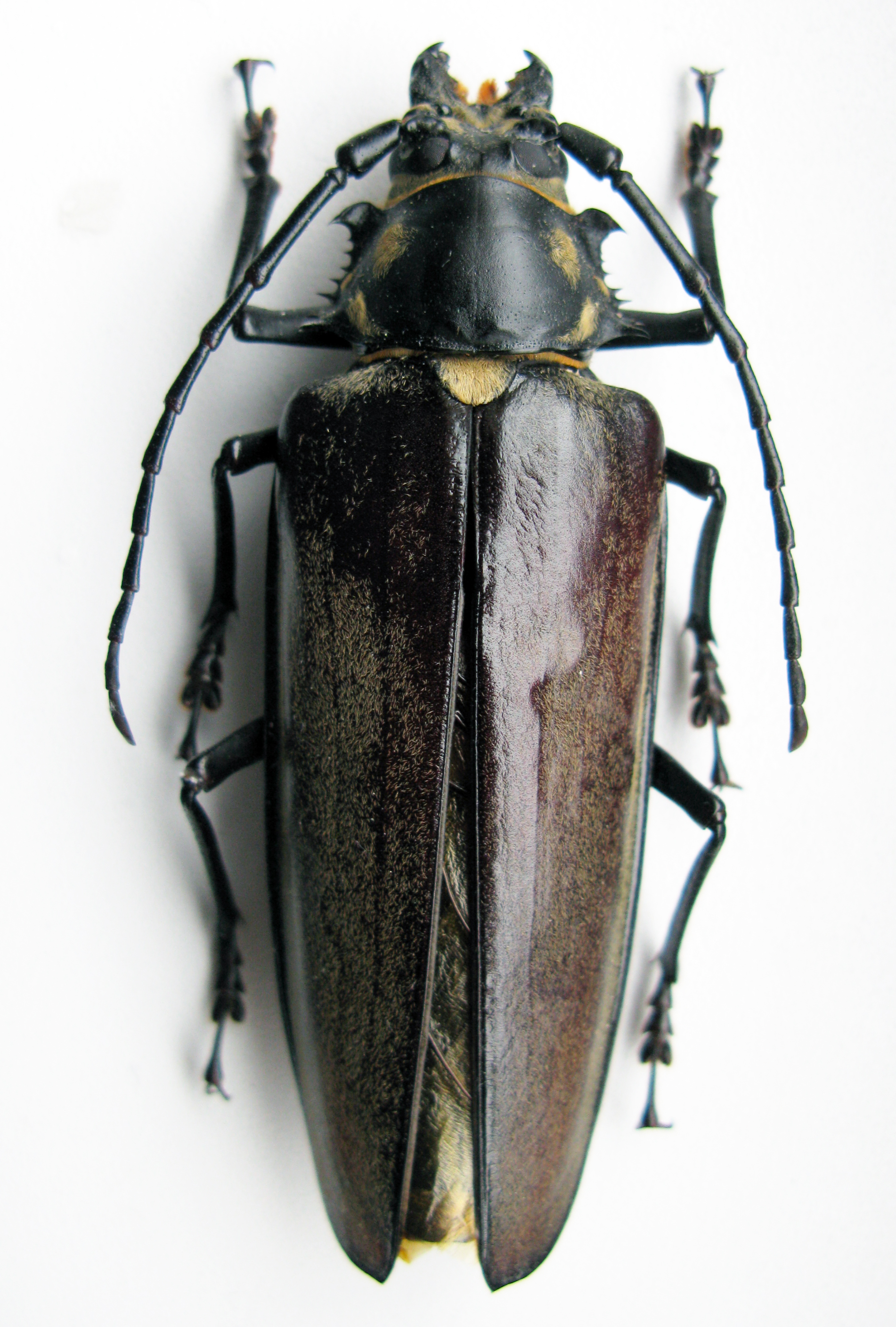